# Ekonomika Srbska
Srbská ekonomika je založena na různých odvětvích služeb, průmyslu a zemědělství. Na přelomu 80. a 90. let 20. století, na začátku ekonomické transformace, byl stav příznivý, avšak na hospodářství měly velmi negativní dopad ekonomické sankce OSN z let 1992 – 1995, poničení infrastruktury a průmyslu během leteckých útoků NATO v roce 1999, ale také ztráta obchodních vazeb z bývalé Jugoslávie a RVHP. Hlavní problémy ekonomiky jsou vysoká nezaměstnanost (20 % v roce 2005) a stále nedostačující ekonomické reformy.
Po svrhnutí bývalého jugoslávského federálního prezidenta Slobodana Miloševiće v říjnu 2000 zažila země zrychlení ekonomického růstu (k roku 2006 byl meziroční nárůst ekonomiky 6,3 %,) a začala se připravovat na členství v Evropské unii, která je jejím nejdůležitějším obchodním partnerem. Srbsko trpí příliš vysokým exportním deficitem a nemalým státním dluhem. Je však očekáváno několik důležitých ekonomických impulsů, které by měly rychlost růstu hospodářství znatelně zlepšit již v několika následujících letech.[kdy?] Srbsku se také někdy říká „Balkánský tygr“ (odvozeno od asijských tygrů), díky jeho nedávnému rychlému růstu. To však nemění nic na tom, že absolutní hodnoty HDP jsou stále mnohem nižší než v 90. letech.
Očekávaný HDP pro rok 2006 byl  50 688 miliard USD, což je 6771 USD na obyvatele. Růst v roce 2005 byl 6,3 %, v roce 2006 pouze 5,8 %.

## Statistiky
Nezaměstnanost podle sektoru (2005)
Terciární: 57,9 %
Sekundární: 25,5 %
Primární: 16,6 %
Celková pracovní síla: 3,22 milionů
Celková nezaměstnanost: 20,9 %
Zdroj: https://web.archive.org/web/20100413003231/http://webrzs.stat.gov.rs/axd/en/drugastrana.php?Sifra=0018&izbor=odel&tab=152
Průměrný příjem: $ 5713
Státní rozpočet (2005)
Příjmy: $ 11,45 miliard
Náklady: $ 11,12 miliard
Obchod (2004)
Export: $ 3701 milionů (34,3 % nárůst)
Import: $ 11 139,2 milionů (49,1 % nárůst)
Obchod celkem: $ 14 820.2 milionů (31,1 % nárůst)
Výsledek obchodu: −$ 7438,2 milionů
Obchod (2005)
Export: $ 4080 milionů (31,1 % nárůst)
Import: $ 9540 milionů (4,7 % nárůst)
Obchod celkem: $ 13 630 milionů (11,4 % nárůst)
Výsledek obchodu: −$ 5450 milionů (snížení deficitu)
Další statistická data
Inflace: 13,7 % (2004), 16,5 % (2005)
Zahraniční dluh: cca15 miliard (58,4 % HDP)
Celkové zahraniční investice v roce 2005: $ 1,5 miliard
Celkové zahraniční investice v roce 2006: $ 5,4 miliard
Privatizační kupóny v roce 2005: $774 milionů
Rezervy cizích měn: $ 12,8 milionů (konec roku 2006)

## Měna
Měnou země je srbský dinár = 0,0085 euro; 0,0097 USD.[kdy?] V Kosovu se však používá euro. Centrální bankou je Národní banka Srbska.

## Zahraniční vztahy
Srbsko je jedinou evropskou zemí, která má podepsané smlouvy o volném obchodu jak s Evropskou unií tak i s Ruskou federací.